# Rakija
Rakija of rakia (Albanees: raki, bepaalde vorm rakia; Bosnisch: rakija; Bulgaars: ракия, rakiya; Kroatisch: rakija; Grieks: ρακί, raki; Hongaars: pálinka; Macedonisch: ракија, rakija; Roemeens: rachiu; Servisch: ракија, rakija) is een drank vergelijkbaar met cognac, gemaakt door distillatie van vergiste vruchten. De drank is populair op de gehele Balkan, Italië en Frankrijk. De Turkse raki wordt vaak verward met rakija. Het verschil zit in de anijssmaak van de raki, die daardoor eerder onder te brengen is bij de ouzo en sambuca.
Het alcoholpercentage is normaal gesproken 50%, maar thuis-geproduceerde rakija kan sterker zijn, gewoonlijk 75 tot 80%. Prepečenica is dubbel gedestilleerde rakija, met een alcoholgehalte van soms meer dan 80%.
Rakija wordt beschouwd als de nationale drank bij een aantal van de Zuid-Slavische volkeren. De meest voorkomende vorm, šljivovica (slivovitsj), wordt geproduceerd van pruimen. De andere gemeenschappelijke vruchten zijn perziken, abrikozen, appels, vijgen, kweeperen en peren. In Istrië wordt rakija uitsluitend uit druiven gemaakt, hier is de drank ook bekend onder de meer lokale namen "trapa" en "grappa" (de laatste naam wordt ook gebruikt in Italië). Rakija gemaakt van pruimen of druiven wordt soms na destillatie gemengd met andere ingrediënten, zoals kruiden, honing, zure kersen en walnoten.

## Ritueel gebruik

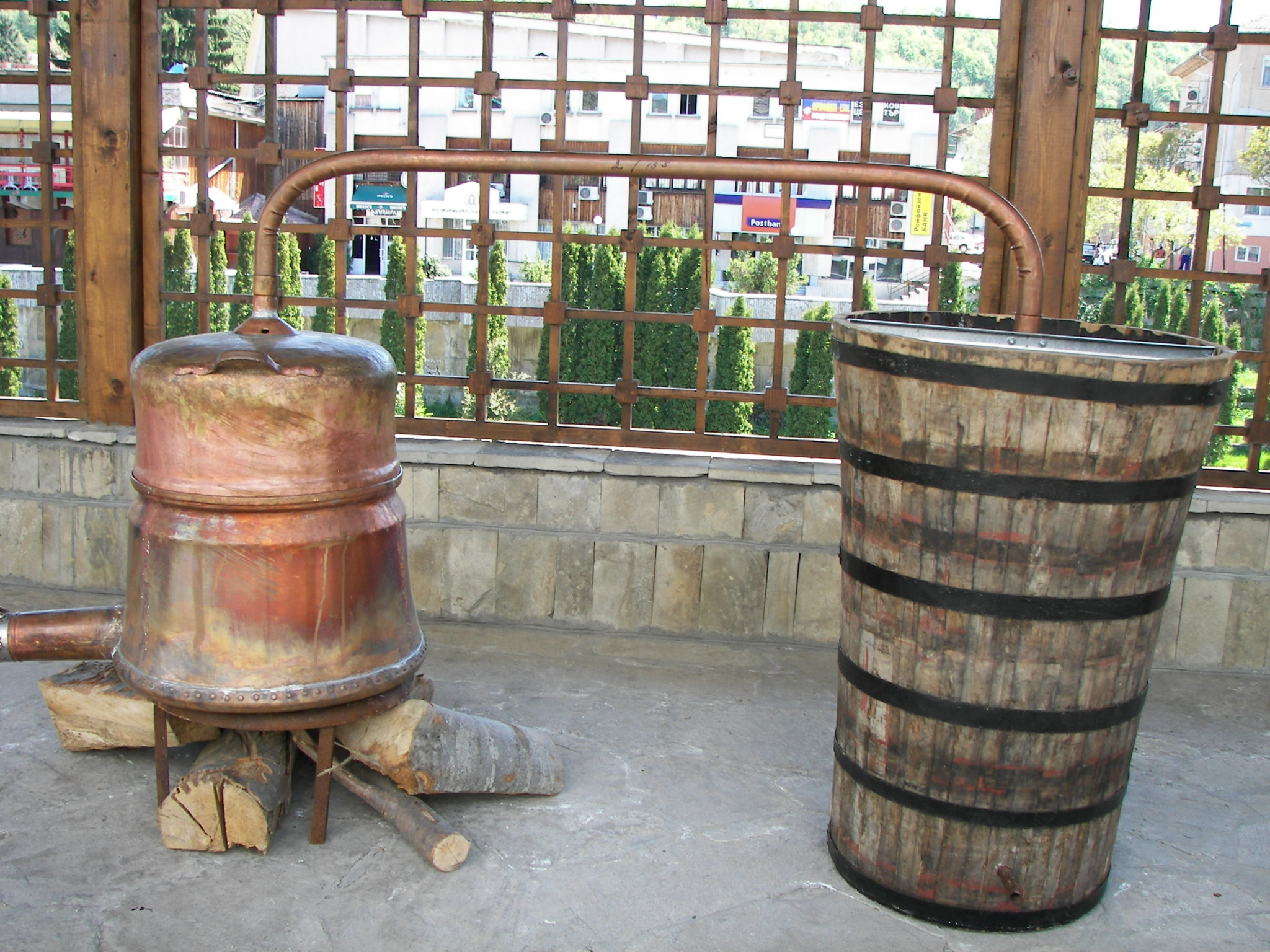

Hoewel de wijn een essentieel onderdeel is van de eucharistie in de Oosters-orthodoxe en de rooms-katholieke kerken in de regio, wordt rakija gebruikt in bepaalde religieuze rituelen in de hele Balkan.
Aan het einde van de orthodox christelijke begrafenissen krijgen de bezoekers bij de uitgang van het kerkhof een stuk sodabrood (pogača) en een glas rakija. Tijdens het drinken "voor de ziel" van de overledene gooit men een beetje van de drank op de grond en zegt men: Moge God dit voor haar / hem ontvangen, erna wordt de rest van de rakija opgedronken.
Tijdens bruiloften, gaat de vader van de bruidegom langs alle tafels en geeft een glas rakija aan alle gasten. Zo wordt een toost gedeeld voor het geluk van het bruidspaar. In het algemeen wordt rakija op de Balkan aangeboden aan de gasten van het huis als een gastvrij gebaar.
Vaak wordt "gekookte" (kuvana of greyana) rakija, verhit in grote ketels, aangeboden aan de bezoekers van de verschillende openluchtfestiviteiten, met name in de winterdagen. Het is enigszins vergelijkbaar met glühwein. Vaak worden aan de rakija honing, suiker en specerijen toegevoegd.

## Soorten rakija
Er zijn vele soorten rakia, de naam is afhankelijk van de vrucht waarvan het is gemaakt:
| Vrucht              | naam in het Voormalig Joegoslavië                                                      | Naam in Bulgarije |
| ------------------- | -------------------------------------------------------------------------------------- | --- |
| Pruim (slivovitsj)  | šljivovica, шљивовица, шљива                                                           | сливова (slivova), сливовица (slivovica)                                                                                     |
| Druiven             | lozovača / loza, лозова ракија / лозовача / лоза                                       | гроздова (grozdova), гроздовица (grozdovica), мускатова (muskatova) mrtina (met mirre) анасонлийка (anasonliyka) (met anijs) |
| Abrikoos            | kajsijevača, кајсијевача                                                               | кайсиева (kajsieva) |
| Appel               | jabukovača, јабуковача                                                                 | ябълкова (jabylkova) |
| Peer                | kruškovača / vilijamovka, крушковача / виљамовка, крушка                               | крушева (krusheva) |
| Vijg                | smokvovača, смоквача                                                                   | смокинова (smokinova) |
| Kweepeer            | dunjevača, дуњевача                                                                    | дюлева (djuleva) |
| Druivenpulp kom     | komovica, комова ракија / комовица                                                     | джиброва (dzhibrova) джибровица ( dzhibrovica ) джибровица (dzhibrovica)                                                     |
| Met aanvullingen    |                                                                                        | |
| met rozen           | -                                                                                      | гюлова (gyulova) |
| met (verse) kruiden | travarica, траварица / trava                                                           | билкова (bilkova) |
| met walnoten        | orahovača, ораховача / orahovica                                                       | орехче (orehche) |
| met honing          | medovača, медовача / medenica, medica - erg populair in Istrië - een streek in Kroatië | греяна (grejana) |
| met zure kersen     | višnjevac / višnjevača, вишњевача                                                      | вишновка (vishnovka) |